# Wilhelm Kulke

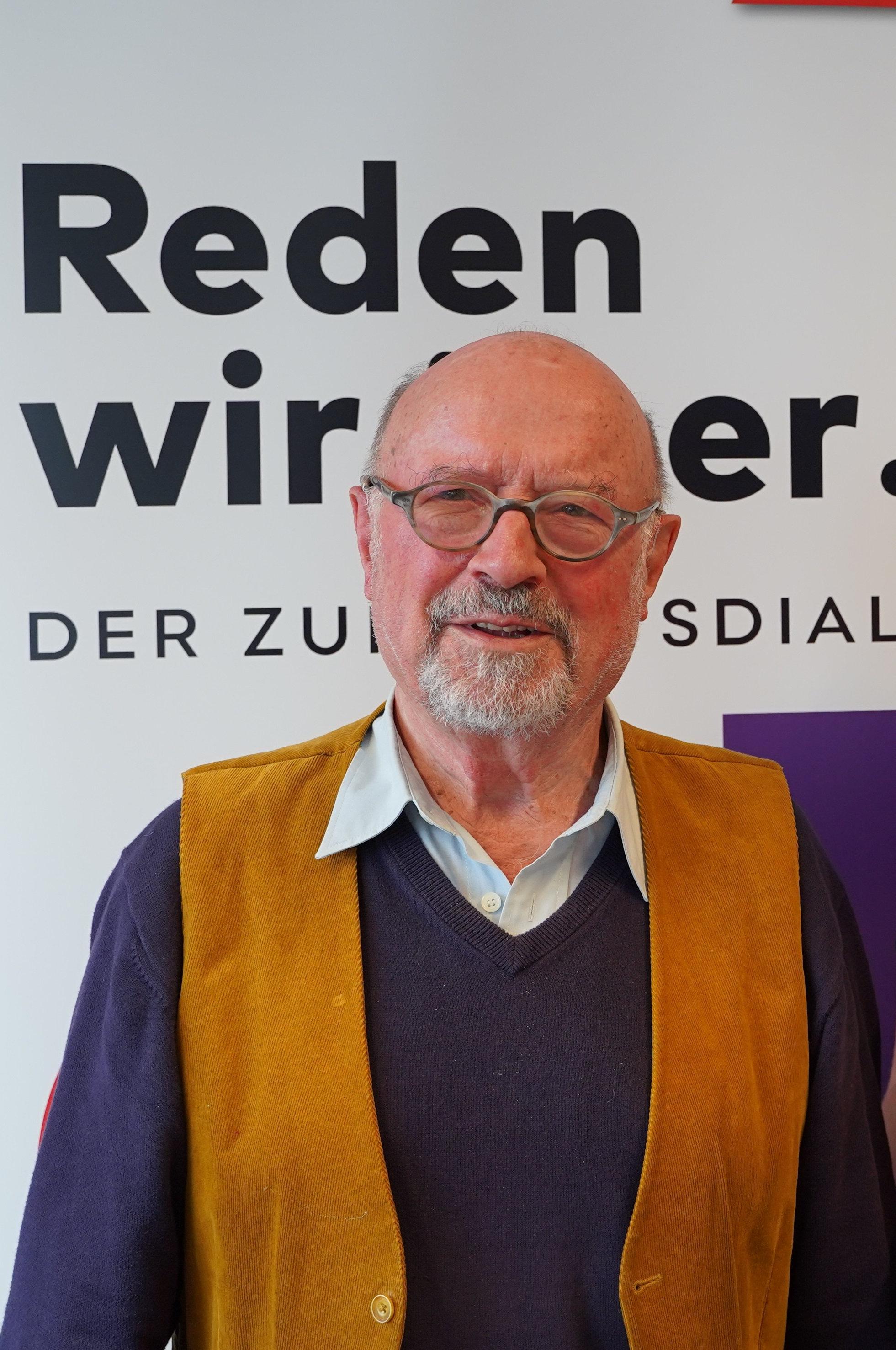
Wilhelm Kulke, Ronnenberg-Benthe

Wilhelm Kulke (* 27. Januar 1941 in Schöneiche bei Berlin) ist ein deutscher Umweltexperte. Ende der 1970er- und Anfang der 1980er-Jahre moderierte er die öffentliche Auseinandersetzung um die Planungen für das nukleare Entsorgungszentrum der Bundesrepublik Deutschland.
Wilhelm Kulke bekleidet eine Vielzahl von Ehrenämtern im Bereich Umwelt- und Naturschutz sowie Regionalgeschichte.

## Leben und berufliche Tätigkeiten
Wilhelm Kulke absolvierte bis zum Jahr 1963 eine Ausbildung für den gehobenen Forstdienst an der niedersächsischen Forstschule Düsterntal. Nachdem die Forstschule in die Fachhochschule Hildesheim/Holzminden eingegliedert wurde, erhielt er im Jahr 1982 rückwirkend den Titel eines Diplom-Ingenieurs. Nach einer Tätigkeit als Forstoberamtsrat war Kulke angestellt im Niedersächsischen Ministerium für Umwelt und Landwirtschaft, bei gewerkschaftlichen Einrichtungen, bei der Bundesregierung und bei der Deutschen Bundesstiftung Umwelt. Darüber hinaus war er Lehrbeauftragter an der Carl-von-Ossietzky-Universität Oldenburg.
Am 18. Juni 1979 wurde Kulke Leiter der Vertretung der Bundesregierung in der „Gemeinsamen Informationsstelle zur nuklearen Entsorgung Bund-Land“ in Lüchow nahe Gorleben. Dieser Ort an der Elbe, die damals die innerdeutsche Grenze bildete, wurde in jener Zeit zum wichtigsten Symbol für die Auseinandersetzungen über die Zukunft der Kernenergie in der Bundesrepublik. Kulkes Aufgabe war es, Öffentlichkeitsarbeit und Dialoge zu leiten im Spannungsfeld zwischen der Bundesregierung unter Helmut Schmidt und der niedersächsischen Landesregierung unter Ernst Albrecht einerseits, die bei Gorleben ein nukleares Entsorgungszentrum errichten wollten, sowie der bundesweit stark anwachsenden Anti-Atomkraft-Bewegung andererseits, die auf dem geplanten Baugelände aus Protest zwischenzeitlich ein Hüttendorf „Freie Republik Wendland“ errichtete. Albrecht wandte sich gegen Kulkes Berufung. Laut SPIEGEL gab es darum einen „Krach zwischen Hannover und Bonn“. Bundesforschungsminister Volker Hauff setzte die Stellenbesetzung durch seinen Parteifreund durch, mit Unterstützung Kanzler Schmidts (Brief Hauff an Schmidt 26.4.1979) und mit der Begründung, dort sei jemand gefragt, „der mit den Leuten reden kann“. Während seiner vier Jahre in Lüchow organisierte Kulke vor allem den Dialog zwischen den Atomkraftgegnern und -befürwortern.
Die atomkritische Tageszeitung („taz“) zog im Juli 1983, nach Kulkes Ausscheiden, Bilanz: „Für die Bürgerinitiative (BI) Lüchow-Dannenberg wurde er schnell zum wichtigsten Informationsvermittler, wurde in Verhandlungen eingeschaltet, organisierte Fachgespräche und gemeinsam mit der BI öffentliche Großveranstaltungen mit befürwortenden und kritischen Wissenschaftlern“. Die „taz“ bemerkte aber auch: „Von außen wurde jedoch kritisiert, die BI lasse sich in endlose Gespräche verwickeln, statt den Widerstand zu organisieren, und gerade das sei die Aufgabe von Kulke“. Die Elbe-Jeetzel-Zeitung aus Lüchow charakterisierte im Jahr 2002 Kulkes damalige Rolle als „Neutralität mit Tücken“ und zitiert Kulke: Ein „inneres Anliegen“ sei ihm gewesen, „den Widerstand in Bonn verständlich zu machen“, denen in Bonn zu sagen, „das sind hier ernst zu nehmende Leute“. Gleichzeitig habe er Wert darauf gelegt, Hearings zu veranstalten, auf denen Befürworter und Kritiker die Meinungen austauschen konnten. Etwa ein Jahr vor Ende seiner Amtszeit, im März 1982, hatte dieselbe Zeitung Kulke nach einer „von Gefühlsausbrüchen und polemischen Äußerungen“ geprägten Großveranstaltung mit dem neuen Bundesforschungsminister Andreas von Bülow (8) in Lüchow bescheinigt, dass er „den Bürgerdialog geschickt und mit Humor moderiert“ habe und es verstanden habe, „die Diskussion immer wieder ins ruhigere Fahrwasser zu steuern“. Anlässlich des Besuchs von Bülows schrieb Kulke einen kurzen historischen Beitrag zum Wirken der Familie von Bülow im Wendland vom 14. bis zum 17. Jahrhundert.
Rückblickend ist die Tätigkeit Kulkes als Vertreter der SPD-geführten Bundesregierung vor Ort vor einem damals beginnenden Meinungsumschwung in Teilen der Partei über die Zukunft der Kernenergie zu beurteilen. So hatte sein Minister Hauff 1979 (noch vor Kulkes Amtsantritt) für die SPD ein Strategiepapier verfasst, in dem er starke Akzeptanzprobleme befürchtete, einen Atomausstieg der Bundesrepublik für das Jahr 2000 nicht mehr ausschloss und leidenschaftlich für Energiesparmaßnahmen eintrat.
Kulke gelang es bereits in den 1970er Jahren, das Thema Umweltschutz in der Agenda der Gewerkschaften zu verankern. Der Landesbezirk Niedersachsen des Deutschen Gewerkschaftsbunds (DGB) gründete im Jahr 1971 auf seine Initiative hin einen Ausschuss für Umweltfragen; in den Jahren 1971 bis 1987 war er dessen Vorsitzender. 1988 war er Sachverständiger in der Enquete-Kommission des Deutschen Bundestags „Vorsorge zum Schutz der Erdatmosphäre“. 1990 gründete die damalige IG Chemie-Papier-Keramik (heute IG Bergbau, Chemie, Energie IG BCE) die Stiftung Arbeit und Umwelt, und Wilhelm Kulke wurde einer der ersten Geschäftsführer. 1992 wurde Kulke zum Stellvertretenden Vorsitzenden der BMU-Störfallkommission ernannt.
In den Jahren 1993 bis 1996 war Wilhelm Kulke Sonderbeauftragter der Deutschen Bundesstiftung Umwelt (DBU) für die neuen Bundesländer und von 1996 bis 2010 DBU-Sonderbeauftragter für Osteuropa. Zusätzlich war Kulke (von 1996 bis 2006) zu 50 % bei dem vom Bundesumweltministerium (BMU) gegründeten Verein zur Förderung des internationalen Transfers von Umwelttechnologie ITUT e.V. tätig, zunächst als Projektleiter und später als Geschäftsführer. Kulke führte für den ITUT e. V. von 2000 bis 2005 34 internationale Umweltschutz-Tagungen in Osteuropa mit den dortigen Umweltministerien durch, z. B. in Moskau, Riga oder Bukarest. Ein Schwerpunkt Kulkes lag u. a. in der deutsch-russischen DBU-Umweltkooperation im Kaliningrader Gebiet.
In den Jahren 1989 bis 2006 war Kulke darüber hinaus Lehrbeauftragter für den Bereich „Betrieblicher Umwelt- und Arbeitsschutz in der Chemie“ am Institut für Reine und Angewandte Chemie der Carl-von-Ossietzky-Universität Oldenburg.

## Ehrenamtliche Tätigkeiten
Wilhelm Kulke bekleidet seit Mitte der 1960er Jahre vielfältige Ehrenämter, die über seine berufliche Tätigkeiten hinaus sein Engagement für Umwelt- und Naturschutz, darüber hinaus auch für Regionalgeschichte zeigen.
- 1966–1970: Ehrenamtliche Vertretung des „Forstlichen Nachwuchses“ auf Bundesebene in der Gewerkschaft Gartenbau, Land- und Forstwirtschaft
- seit 1970: Mitglied der SPD[16]
- seit 1970: Mitglied im Bund für Umwelt und Naturschutz Deutschland BUND, 1974–1978 Beiratsmitglied des BUND-Landesvorstands Niedersachsen
- 1971: Gründung des Ausschusses für Umweltfragen beim DGB Landesbezirk Niedersachsen, dessen Vorsitzender von 1971 bis 1987
- 1971: Gründung des Arbeitskreises Umweltschutz beim DGB Bundesvorstand
- 1972: Mitglied der deutschen Regierungsdelegation bei der 1. UN-Umweltschutzkonferenz in Stockholm
- 1972–1979: Ehrenamtlicher Richter (Schöffe) beim Amtsgericht Hannover (1972–1976) bzw. beim Landgericht Hannover (1976–1979)
- 1973–1995: Vertreter des Deutschen Gewerkschaftsbundes DGB, der IG Chemie-Papier-Keramik und der Deutschen Bundesstiftung Umwelt DBU beim jährlichen Umweltforum der Bundesregierung
- 1976–1988: Mitglied im Rat der Stadt Ronnenberg und im Ortsrat Benthe
- 1985–1990: Mitglied der Arbeitsgruppe Dorfchronik Benthe
- 1987–1993: Geschäftsführer der „Gesellschaft zur Information der Betriebsräte über Umweltschutz in der chemischen Industrie (GIBUCI)“
- 2005–2010: Vorsitzender der Redaktionsgruppe zur Erarbeitung der Ronnenberg-Chronik und deren Hauptherausgeber
- seit 2010: Vorsitzender des Arbeitskreises Ronnenberger Stadtgeschichte (AKRS)
- seit 2012: Vorsitzender des „SPD-Umweltbeirates für die Region Hannover“
- seit 2012: Mitglied in der evangelischen Umweltgruppe „Grüner Hahn“ in Benthe

## Veröffentlichungen
- Auseinandersetzungen der Naturschutzbehörden um ein Naturschutzgebiet, dargestellt am Beispiel des Naturschutzgebietes Hohenstein. In: Der Niedersächsische Minister für Ernährung, Landwirtschaft und Forsten (Hrsg.): 30 Jahre Naturschutz und Landschaftspflege in Niedersachsen. Wolfenbüttel: Ernst Fischer, S. 98–116
- Kapitel „Umweltschutz“ in Michael Kittner (Hrsg.): Gewerkschafts-Jahrbuch. Daten – Fakten – Analysen. Frankfurt a. M.: Bund-Verlag, in den Jahrgängen 1986 bis 1993 (mit K. Roth; 1986 mit K. Mehrens)

## Auszeichnungen
Im Jahr 2006 erhielt Wilhelm Kulke von der Carl-von-Ossietzky-Universität Oldenburg die Universitätsmedaille als Vordenker und Gestalter internationalen Umweltschutzes.
2008 wurde Wilhelm Kulke für sein Engagement im Kaliningrader Gebiet durch einen Kabinettsbeschluss der Regierung der Region Kaliningrad mit einer Belobigung ausgezeichnet.
2019 erhielt Kulke die Ehrennadel in Gelbgold der Stadt Ronnenberg für seine ehrenamtlichen Verdienste um Stadtgeschichte und Naturschutz.
Am 26. November 2021 erhielt Wilhelm Kulke für sein über 50 Jahre währendes Umwelt-Engagement im Deutschen Gewerkschaftsbund die Hans-Böckler-Medaille.

## Persönliches
Wilhelm Kulke ist der Sohn von Ilse und Erich Kulke und der Bruder von (u. a.) Hermann Kulke und Ulli Kulke. Er ist verheiratet, hat drei Kinder und lebt in Benthe, einem Ortsteil der Stadt Ronnenberg in der niedersächsischen Region Hannover.